# Хода золотих звірів
Хода золотих звірів (рос. Шествие золотых зверей) — радянський художній фільм 1978 року, знятий на кіностудії «Мосфільм».

## Сюжет
Викрадено золотий скарб, знайдений під час археологічних розкопок на Царських курганах в Казахстані. Побоюючись за те, що унікальні речі переплавлять в злитки, хранитель музею Георгій Зимін сам починає розслідування, але в результаті непрофесійного слідства втрачає кохану жінку.

## У ролях
- Ігор Лєдогоров — Георгій Миколайович Зимін, археолог, скромний працівник республіканського музею
- Гражина Байкштіте — Ніна Юріївна, біолог в зоопарку
- Микола Крюков — Степан Митрофанович Проворов, директор музею
- Володимир Балашов — Олександр Іванович Буддо, агроном і колекціонер
- Степан Бубнов — Михайло Михайлович Баринов, підполковник міліції
- Людмила Гладунко — Юля, співробітниця музею
- Олександр Коптєв — Марат, брат Юлі
- Маргарита Володіна — Тамара Олександрівна, капітан міліції
- Микола Прокопович — Петро Захарович Усик, рибалка-п'яниця
- Сергій Полежаєв — Гелій Максимович Кононов, скупник золота з курганів
- Сергій Плотников — дід-столяр
- Сергій Присєлков — Павлик
- Куаниш Сімбін — Воробйов
- Олег Федоров — Баженов, злодій
- Георгій Всеволодов — лікар
- Сергій Волкош — міліціонер
- Анатолій Голик — Федір Степанович, капітан міліції
- Олексій Добронравов — ювелір
- Олександра Данилова — медсестра
- Олександр Зубов — епізод
- Юрій Капустін — епізод
- Олександр Петров — сержант міліції
- Зоя Степанова — черговий міліціонер
- Ахмет Супієв — епізод
- Віктор Чеботарьов — епізод

## Знімальна група
- Режисер-постановник — Теодор Вульфович
- Сценаристи — Юрій Домбровський, Теодор Вульфович
- Оператори-постановники — Михайло Демуров, Віктор Епштейн
- Композитор — Мойсей Вайнберг
- Художник-постановник — Борис Царьов